# Acanthotetilla seychellensis
Acanthotetilla seychellensis är en svampdjursart som först beskrevs av Thomas 1973.  Acanthotetilla seychellensis ingår i släktet Acanthotetilla och familjen Tetillidae.
Artens utbredningsområde är Seychellerna. Inga underarter finns listade i Catalogue of Life.